# Villa Santa Rita de Catuna
Villa Santa Rita de Catuna è una città dell'Argentina, appartenente alla provincia di La Rioja, situata nella parte meridionale della provincia.